# Tommy Oar
Thomas Michael Oar (sinh ngày 10 tháng 12 năm 1991) là một cầu thủ bóng đá người Úc thi đấu ở vị trí tiền vệ cho Macarthur FC ở A-League.
Sinh ra ở Gold Coast, Queensland, Oar chơi bóng đá tại Học viện Thể thao Queensland trước khi ra mắt cho Brisbane Roar vào năm 2008.Oar gia nhập câu lạc bộ FC Utrecht vào năm 2010 ,ra sân hơn 100 lần cho đội trước khi chơi cho Ipswich Town vào năm 2015.

## Danh Hiệu

### Câu lạc bộ
APOEL
- Cypriot First Division: 2017–18

### Quốc Tế
Australia U19
- AFF U-19 Youth Championship: 2008[3]

Australia
- AFC Asian Cup: 2015[4]

### Cá nhân
- A-League Young Player of the Year: 2009–10[5]
- PFA A-League Team of the Season: 2009–10[6]
- FFA U20 Footballer of the Year: 2010[7]
- FIFA U-20 World Cup Goal of the Tournament: 2011[8]
- Eredivisie Top 10 Pro Klassement Player of the Year: 2013[9]